# Szeroki Ostrów

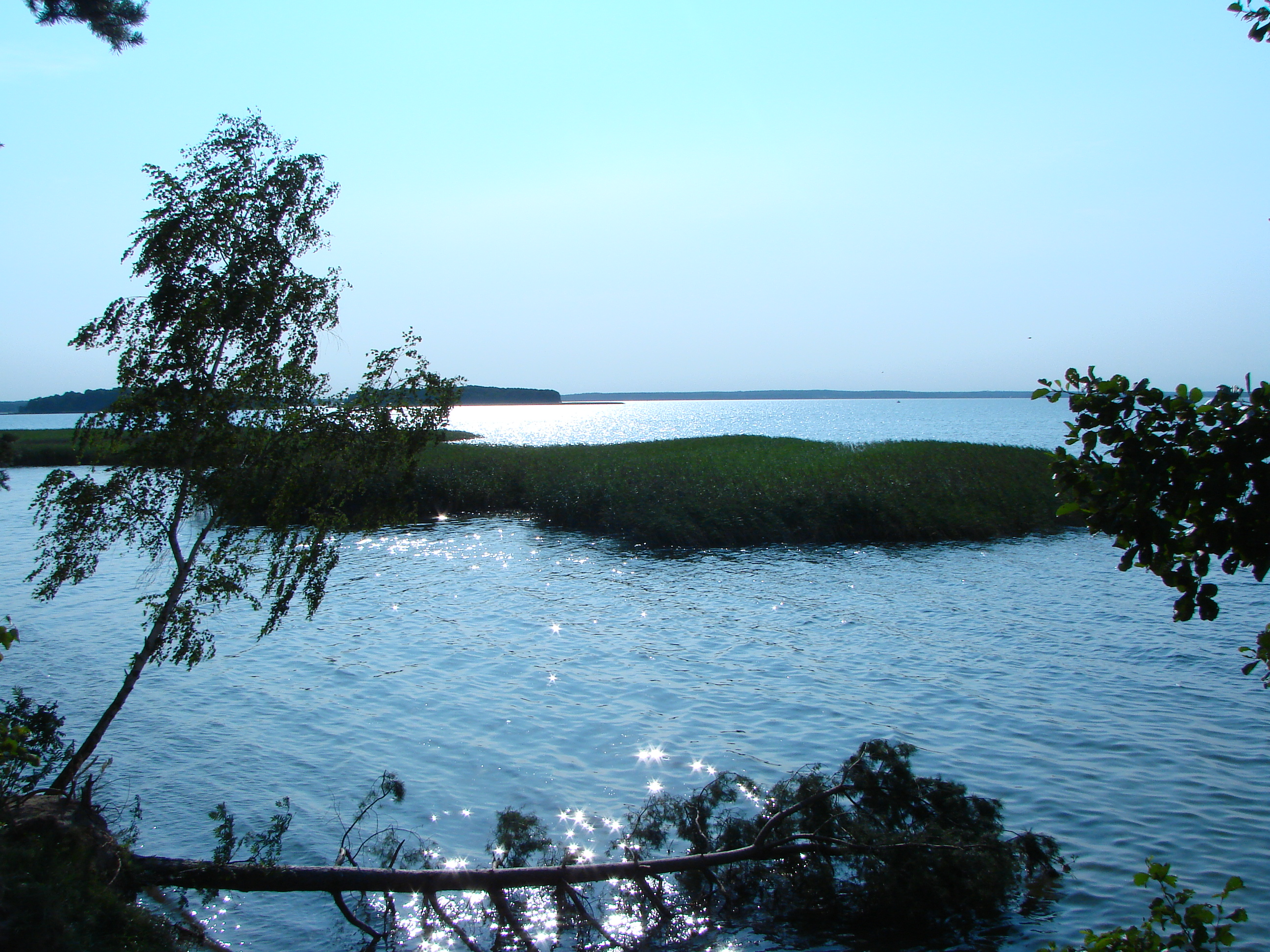
Szeroki Ostrów in het Jezioro Śniardwy

Szeroki Ostrów (Duits: Spirdingswerder) is een 70 ha groot en niet meer bewoond eiland in het Śniardwymeer in de Poolse woiwodschap Ermland-Mazurië. Het eiland hoort bij de gemeente Pisz en is over een korte dijk vanuit Zdory bereikbaar.

## Geschiedenis
Het eiland werd tot 1945 bewoond. Het Oost-Pruisische dorp Spirdingswerder werd in 1566 als freidorf naar Maagdenburgs recht gesticht. In 1939 waren er nog 30 inwoners. Na de Tweede Wereldoorlog werd de streek Pools. 